# こしばてつや
こしば てつや（本名：小柴 哲也、1965年3月28日 - ）は、日本の漫画家。男性。血液型はB型。

## 来歴
1988年、『IKENAI! いんびテーション』でデビュー。ペンネームは「こしばてつや」「Tetsu」。デビュー前投稿時は、当時の師匠であった小林まことの命名で、ちばてつやの名前を拝借した「こちばてつや」というペンネームを使用していた。

## 経歴
- 1988年、第18回ちばてつや賞ヤング向け部門にて佳作受賞。同年、『ヤングマガジン増刊黒ブタルーキー号』7月31日増刊分にて「IKENAI!いんびテーション」でデビュー。
- 1990年、『ヤングマガジン』本誌34号より週刊連載化された。
- 2004年、ペンネーム「Tetsu」名義で『Deep Love Real』を『週刊ヤングマガジン』に連載開始。原作の『Deep Love』（Yoshi著）とは別の、オリジナルの内容となっている。
- 2011年、『週刊ヤングマガジン』にて『アカポリ』を連載開始。　原案担当とのタッグで刑事物を描くのは、『リモート』以来2作目となる。

## 作品リスト
- IKENAI!いんびテーション - 1990年から『週刊ヤングマガジン』で連載　完全版全12巻。
- 天然少女 萬 - 1993年から『週刊ヤングマガジン』で連載。全20巻。
- 援助交際撲滅運動（原案・山本英夫） - 1998年
- LOVE GOD - 1999年
- BODY GIRL - 2001年
- リモート（原案・天樹征丸）- 2002年から『週刊ヤングマガジン』で連載。全10巻。
- Deep Love Real - 2004年から『週刊ヤングマガジン』で連載。全19巻。原作者の名前に合わせて、「Tetsu」名義で発表された。
- 満開少女 - 2006年に『週刊ヤングマガジン』に掲載。
- 満開先生 - 2009年に『週刊ヤングマガジン』に掲載。
- 小林先生とボク（2011年、アンソロジー「青春ヤンマガ」掲載） - 短編。「ヤングマガジン創刊30周年記念本」というテーマで描かれた、師匠・小林まことのアシスタント時代の自伝漫画。
- アカポリ（原案・徳永富彦） - 2011年に『週刊ヤングマガジン』に掲載。全2巻。
- らぶかるま - 2013年に『グランドジャンプPREMIUM』に掲載。全3巻。

## TVドラマ
- 天然少女 萬 - 1999年
- 天然少女萬NEXT-横浜百夜篇 - 1999年、WOWOW
- リモート - 2002年

## 映画
- 天然少女 萬 - 1998年（DVD：2006年3月24日発売 ジーダス）
- 援助交際撲滅運動 - 2001年（DVD：2002年3月6日発売 キングレコード株式会社）

## 人物
- 麻雀は趣味の一つ。雀荘にて和泉由希子、黒沢咲らプロ雀士との交流もあり、彼女らのブログでも紹介されている。2009年には日本プロ麻雀連盟主催の「第一回麻雀トライアスロン・雀豪決定戦」に参戦し、その腕前を披露した。また、『週刊ヤングマガジン』作者陣、風間やんわりらとも定期的に麻雀をしている。
- 誕生日には、毎年「こしばてつや誕生日麻雀大会」が行われ、漫画家同士の交流の場となっている。
- ボードゲームを多数所持しており、自宅にて友人達と興じる趣味もブログで明らかになった。
- 小林まことの元でアシスタント経験がある。小林に師事していたこともあり、特に初期作品では小林独特の間や演出法が多く見られる。小林はこしばがアシを務めていた頃からその才能を見抜き、「お前をプロにしてみせる」とたびたび激励し、早いデビューと人気獲得に繋がっている。このアシスタント時代の経験は、アンソロジー『青春ヤンマガ』に収録された『小林先生とボク』に描かれている。
- 小林まことの作品である『柔道部物語』には、小柴哲也という同姓同名の先輩が登場する。詳細はリンク先を参照。
- 青年誌でデビューしたヒット作『IKENAI!いんびテーション』は後に成人指定をうけた。女子高生の学園生活をテーマにした作品だったが、当時としてはやや過激な性的表現や性器の描写があり、また当時「宮崎勤事件」の影響から漫画界全体がバッシングをうけていたという背景がある。これを受け、いわゆる「成年コミック」マークが成人向け作品に付くようになるが、その第1号が同作の第3巻である[3]。遊人の『ANGEL』も同様。その為か同作品では途中から性的な表現は激減する。
- NHKドキュメント72時間「密着 歌舞伎町の眠らない花屋」（関東圏：2013年4月5日 22:55 - 23:20放映）にて、いち訪問客として花屋を訪れ、花を贈る話の中で交際中の彼女との結婚を洩らした。